# Selmer Jackson

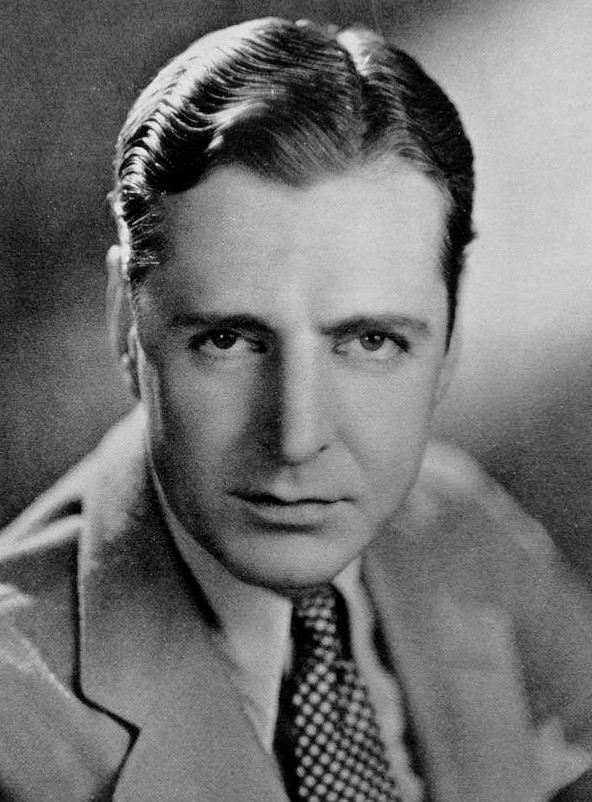
Selmer Jackson

Selmer Adolph Jackson (* 7. Mai 1888 in Lake Mills, Iowa; † 30. März 1971 in Burbank, Los Angeles County, Kalifornien) war ein US-amerikanischer Schauspieler, der zwischen 1921 und 1963 in annähernd 400 Spielfilmen mitwirkte.

## Leben
Selmer Jackson begann seine Filmkarriere 1921 in The Supreme Passion. Ab 1929 spielte er jedes Jahr in mehreren Filmen, unter anderem 1931 in Frank Capras Das Luftschiff, Michael Curtiz’ Doctor X und der Marx-Brothers-Komödie Skandal in der Oper. Er trat in mehreren Filmen aus der Charlie-Chan-Reihe auf und spielte 1944 in der Laurel-und-Hardy-Komödie Der große Knall. In den 1950er Jahren war er unter anderem im Monumentalfilm Die Gladiatoren zu sehen. Zudem trat er nun auch in Fernsehserien auf, unter anderem hatte er die wiederkehrende Gastrolle des Bürgermeister Hoover in der Westernserie Wyatt Earp greift ein. Meist spielte er dabei in kleineren bis mittleren Nebenrollen distinguiert wirkende Persönlichkeiten. In seiner Filmografie lassen sich viele Ärzte, Richter, Pfarrer, Politiker und hochrangige Offiziere finden. Eine größere Nebenrolle hatte er 1959 im Science-Fiction-B-Movie Auf U-17 ist die Hölle los. Zwischen 1956 und 1960 spielte er in zwei Spielfilmen und der Fernsehserie Navy Log die Rolle des Chester W. Nimitz. 1963 zog er sich aus dem Showgeschäft zurück.
Jackson verstarb 1971 an einem Herzinfarkt.

## Filmografie (Auswahl)
- 1931: Das Luftschiff (Dirigible)
- 1932: Badenix (You Said a Mouthful)
- 1932: Doctor X
- 1932: Three on a Match (Radiosprecher; Stimme)
- 1932: Big City Blues
- 1933: Der Mann mit der Kamera (Picture Snatcher)
- 1933: Der kleine Gangsterkönig (The Little Giant)
- 1933: Hotel auf dem Ozean (Luxury Liner)
- 1934: Wir senden Sonne (Stand Up and Cheer!)
- 1934: Sadie McKee
- 1934: Nebel über Frisco (Fog Over Frisco)
- 1934: Der Schrecken der Rennbahn (Six-Day Bike Rider)
- 1935: Skandal in der Oper (A Night at the Opera)
- 1935: Living on Velvet
- 1935: Die Frau auf Seite 1 (Front Page Woman)
- 1935: Der Jazzkadett (Shipmates Forever)
- 1936: Lustige Sünder (Libeled Lady)
- 1936: The Magnificent Brute
- 1936: Charlie Chan in der Oper (Charlie Chan at the Opera)
- 1936: Charlie Chan beim Pferderennen (Charlie Chan at the Race Track)
- 1937: Charlie Chan bei den Olympischen Spielen (Charlie Chan at the Olympics)
- 1937: Manhattan Merry-Go-Round
- 1937: The Case of the Stuttering Bishop
- 1937: The Westland Case
- 1938: Mad About Music
- 1939: Ich war ein Spion der Nazis (Confessions of a Nazi Spy)
- 1939: Mr. Moto und die geheimnisvolle Insel (Mr. Moto in Danger Island)
- 1940: Früchte des Zorns (The Grapes of Wrath)
- 1940: Teddy the Rough Rider (Kurzfilm)
- 1941: Sein letztes Kommando (They Died with Their Boots On)
- 1941: The Devil Pays Off
- 1942: 10 Leutnants von West-Point (Ten Gentlemen from West Point)
- 1944: Fünf Helden (The Sullivans)
- 1944: Laurel und Hardy – Der große Knall (The Big Noise)
- 1945: Liebe in der Wildnis (Dakota)
- 1945: Die Liebe unseres Lebens (This Love of Ours)
- 1946: Charlie Chan – Gefährliches Geld (Dangerous Money)
- 1947: Anklage: Mord (High Wall)
- 1947: Brennende Grenze (The Fabulous Texan)
- 1948: Pitfall
- 1948: Dieser verrückte Mr. Johns! (The Fuller Brush Man)
- 1948: Blondes Eis (Blonde Ice)
- 1948: Jedes Mädchen müßte heiraten (Every Girl Should Be Married)
- 1949: Panik um King Kong (Mighty Joe Young)
- 1949: Der besiegte Geizhals (Sorrowful Jones)
- 1950: Entgleist (No Man of Her Own)
- 1950: Diamantenjagd im Urwald (Mark of the Gorilla)
- 1950: Buschteufel im Dschungel (Pygmy Island)
- 1951: Cornelia tut das nicht (Elopement)
- 1952: Wildes Blut (Ruby Gentry)
- 1953: Gefährtin seines Lebens (The President’s Lady)
- 1953: Crazylegs
- 1954: Die Gladiatoren (Demetrius and the Gladiators)
- 1956: Herbststürme (Autumn Leaves)
- 1957: Rin Tin Tin (The Adventures of Rin Tin Tin)
- 1957: Die Höllenhunde des Pazifik (Hellcats of the Navy)
- 1958–1963: Alfred Hitchcock Presents (Fernsehserie, 6 Folgen)
- 1959: Auf U-17 ist die Hölle los (The Atomic Submarine)
- 1960: Der Admiral (The Gallant Hours)
- 1961: Bonanza (Fernsehserie, 3 Folgen)
- 1963: Getrennte Betten (The Wheeler Dealers)